# Seth Rowland
Seth Rowland (Nashville, ...) è un giocatore di football americano statunitense che gioca come runningback per gli United Newland Crusaders.
È il secondo di tre fratelli, il cui minore, Chris, gioca in USFL